# 2024 YR4
2024 YR4 — навколоземний астероїд діаметром від 40 до 100 м, який входить до групи Аполлона (тобто його орбіта перетинає орбіту Землі). Відкритий 27 грудня 2024 року в Ріо-Уртадо (Чилі) за допомогою Системи останнього сповіщення про зіткнення астероїдів із Землею (ATLAS). Існувала імовірність того, що 28 січня 2025 року він міг зіткнутися із Землею.
25 грудня 2024 року, за два дні до його відкриття, 2024 YR4 наблизився до Землі на відстань 828 800 км (2,156 відстані до Місяця). Зараз він віддаляється від Землі, і до лютого 2025 року віддалиться настільки, що його вже не можна буде спостерігати за допомогою телескопів. Наступне наближення до Землі відбудеться 17 грудня 2028 року.

## Фізичні характеристики

### Розмір і маса

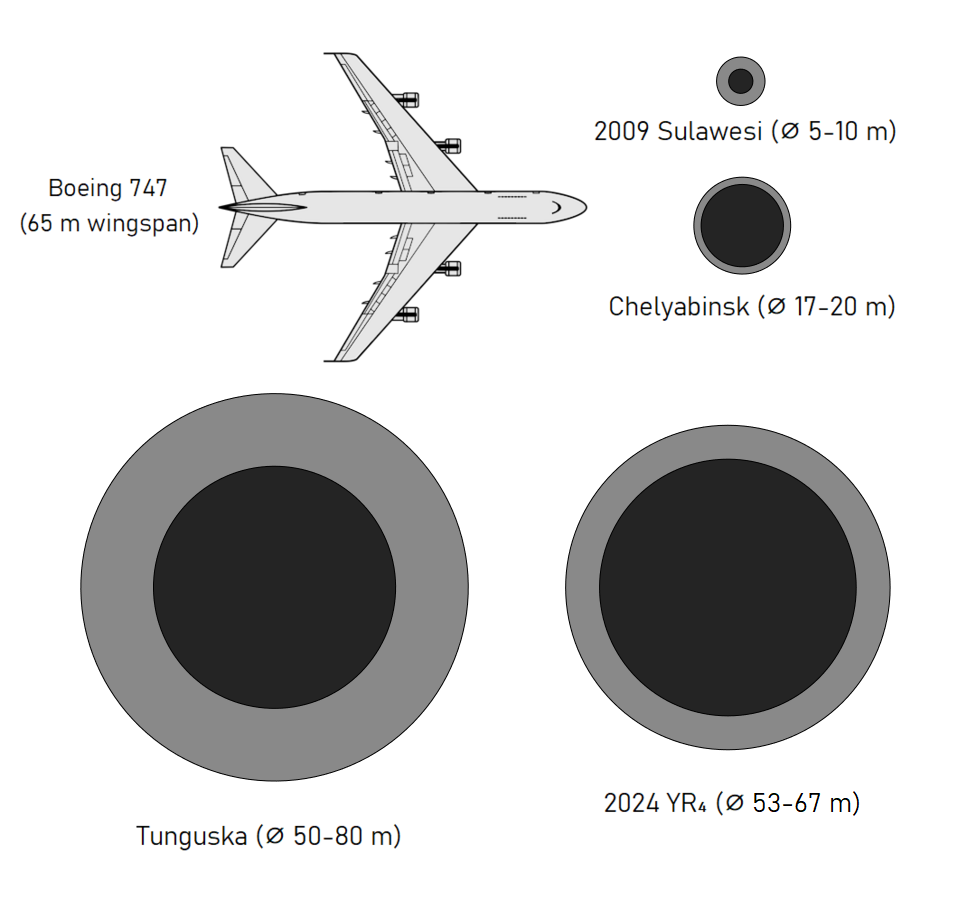
Порівняння розмірів 2024 YR_{4} та інших помітних метеороїдів зі штучними об'єктами, наведеними для масштабу.

Діаметр 2024 YR4 напряму не вимірювався, але його можна оцінити за яскравістю (абсолютною зоряною величиною), використовуючи діапазон правдоподібних значень відбивної здатності поверхні (геометричне альбедо). Якщо 2024 YR4 відбиває від 5 до 25 % світла, яке на нього падає, то його діаметр становить від 40 до 100 м. За оцінкою НАСА, його геометричне альбедо становить 0,154, а діаметр — 55 м. Якщо це так, то 2024 YR4 має приблизно такий же розмір, як астероїд, що спричинив Тунгуську подію 1908 року, або астероїд, який утворив Аризонський метеоритний кратер.
Маса й густина 2024 YR4 не виміряні, але їх можна оцінити за припущеною густиною. За оцінкою НАСА, маса астероїда становить 2,3 × 108 кг за густини 2,6 г/см3. За таких значень маси й густини астероїд, якби він врізався в Землю на швидкості 17,32 км/с, вивільнив би енергію, еквівалентну 8,1 мегатонни тротилу (34 петаджоулі). Це достатньо енергії, щоб спричинити потужний вибух у повітрі або утворити ударний кратер, що призведе до локальних руйнувань.

### Склад та період обертання
Попередній спектроскопічний аналіз, проведений за допомогою даних, отриманих Великого телескопа Канарських островів і телескопом Ловелл Діскавері, вказує на те, що 2024 YR4 є астероїдом типу S або L, обидва з яких передбачають кам'янистий склад.
Фотометричні спостереження, здійснені за допомогою Дуже великого телескопа (VLT) та 1,54-метрового телескопа Ла-Сілья, вказують на те, що період обертання астероїда 2024 YR4 становить близько 19,5 хв. Його яскравість змінюється на 0,42 зоряної величини у процесі обертання, що вказує на його витягнуту форму. Крім того, Дуже великий телескоп спостерігав 2024 YR4 під кількома фазовими кутами від 5° до 35°, що має дати змогу побудувати фазову криву, яка може обмежувати властивості поверхні астероїда.

## Орбіта

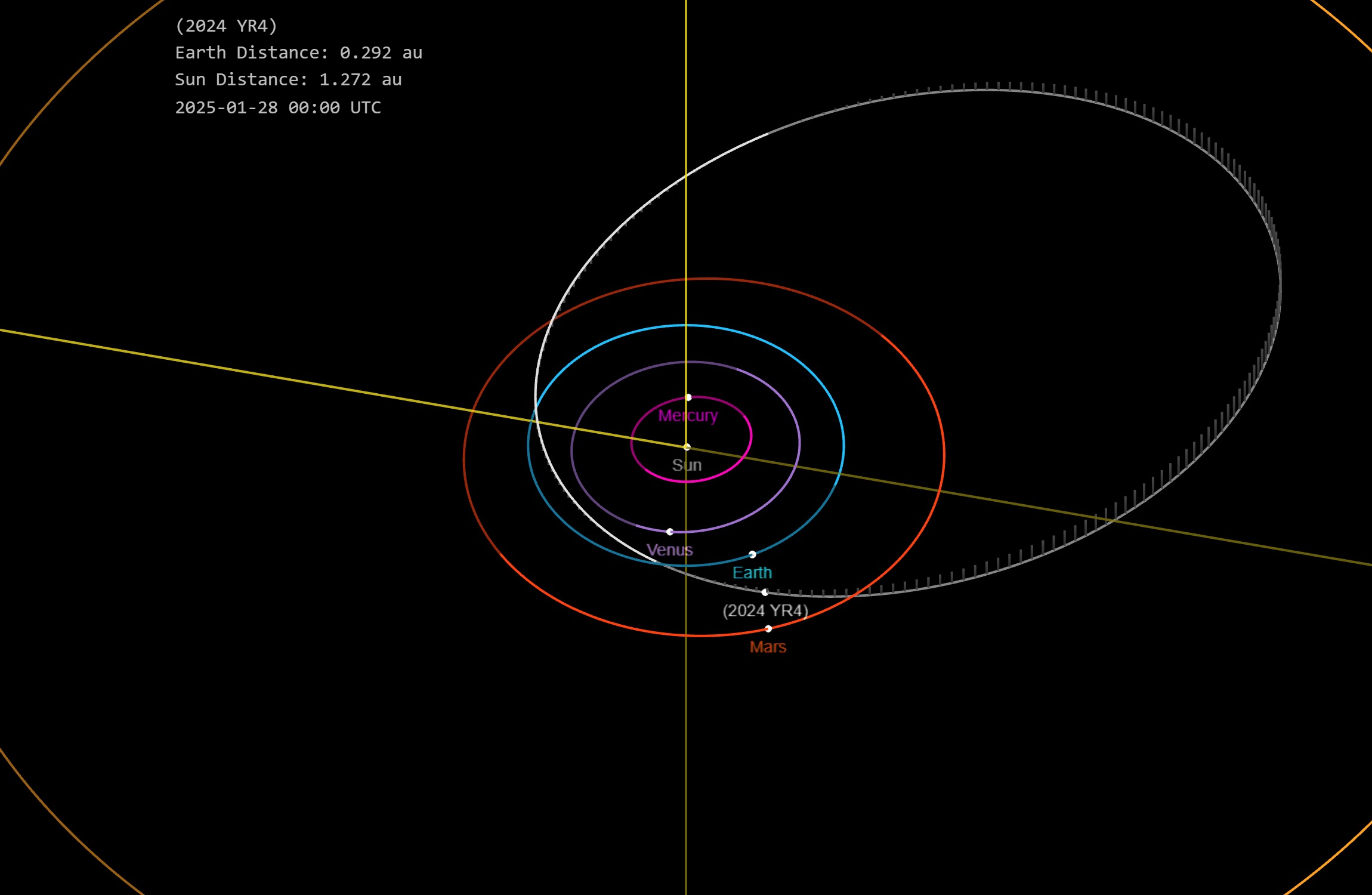
Схема орбіти астероїда 2024 YR4

2024 YR4 обертається навколо Сонця еліптичною орбітою, яка перетинає орбіту Землі: це навколоземний об'єкт, який належить до групи Аполлона. Період обертання астероїда навколо Сонця становить бл. 4,05 року, а нахил орбіти до орбіти Землі (екліптики) — 3,45°.
25 грудня 2024 року, за два дні до відкриття, астероїд наблизився до Землі на мінімальну відстань, пройшовши у 828 800 км (2,156 відстані до Місяця) від неї та у 488 300 км від Місяця; положення астероїда було виміряне погано. Наступне наближення відбудеться 17 грудня 2028 року: астероїд пройде на відстані 7 920 000 ± 960 000 км (20,6 ± 2,5 відстані до Місяця) від Землі. Це наближення дасть астрономам змогу здійснити додаткові спостереження і покращити розрахунки орбіти 2024 YR4 у рамках підготовки до його дуже близького проходження 22 грудня 2032 року.

## Потенційне зіткнення із Землею 22 грудня 2032 року

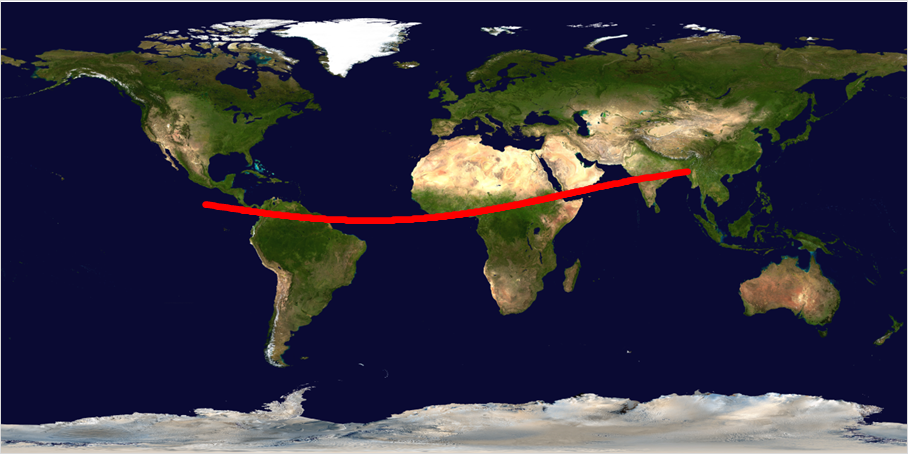
Території, які перебувають у зоні можливого зіткнення 22 грудня 2032 року.

Станом на 28 січня 2025 року, дуга спостереження астероїда 2024 YR4 становить 34 дні, і з огляду на це імовірність його зіткнення із Землею 22 грудня 2032 року становить 1 до 83 (1,2 %) з невизначеністю 1,7 дня. Номінальне максимальне наближення до Землі в цей день становить 105 743 км із невизначеністю 1,55 млн км.
З огляду на порівняно великий розмір 2024 YR4 та той факт, що ймовірність зіткнення перевищує 1 %, астероїду призначено має 3-й рівень за шкалою Торіно. Вищого рівня — 4-го — досягав лише астероїд 99942 Апофіс. Його оцінка технічної небезпеки зіткнення за шкалою Палермо становить −0,56, що відповідає небезпеці зіткнення в 3,6 раза меншій, ніж фоновий рівень небезпеки. Європейське космічне агентство (ESA) надає оцінку за шкалою Палермо −0,54, а NEODyS — −0,49. Дослідник об'єктів Сонячної системи Сем Дін (Sam Deen) припускає, що ймовірність зіткнення астероїда 2024 YR4 із Землею 22 грудня 2032 року становить від 3 до 6 %.
Зона можливого зіткнення 2024 YR4 із Землею тягнеться від Тихого океану до Південної Америки, Атлантичного океану, центральної Африки, а потім до північної Індії.
Пошук архівних зображень астероїда на фотографіях, знятих телескопом «Субару» починаючи з 2016 року, не дав результатів. Це виключає деякі далекі зближення із Землею у 2032 році і підвищує ймовірність зіткнення з 2024 YR4 до 3—6 %, залежно від того, чи включено в розрахунок орбіти попереднє спостереження 25 грудня 2024 року.
ЄКА оголосила про рішення терміново спрямувати на дослідження астероїда 2024 YR4 космічний телескоп Джеймса Вебба: заплановано щонайменше два сеанси досліджень: перший — на березень 2025 року, коли 2024 YR4 досягне максимальної яскравості, а другий — на травень 2025 року, коли астероїд віддалятиметься від Сонця.
Для визначення реальної загрози з боку 2024 YR4 потрібні подальші спостереження. Наразі міжнародні космічні агентства, включаючи НАСА та ЄКА, продовжують уважно стежити за 2024 YR4, плануючи додаткові спостереження для уточнення його орбіти та оцінки необхідності можливих заходів з відхилення астероїда від курсу зіткнення із Землею.
Згідно з уточненими даними Центру дослідження навколоземних об'єктів НАСА, ймовірність зіткнення Землі з астероїдом 2024 YR4 у 2032 році становить 2,3 % (1 до 43). 7 лютого 2025 року Центр вивчення навколоземних об'єктів (CNEOS) опублікував оновлені дані, згідно з якими імовірність зіткнення 2024 YR4 із Землею становить 2,1 %. Пізніше Центр вивчення навколоземних об'єктів збільшив імовірність зіткнення до 3,1 %, але 19 лютого 2025 року зменшив її до 1,5 %. 24 лютого після переобрахунку наявних даних оцінювана імовірність зіткнення різко впала до 0,0017 %; водночас до 1,7 % зросла імовірність зіткнення 2024 YR4 з Місяцем.
26 березня 2025 року астероїд дослідив телескоп Джеймса Вебба. Моделювання спектрального розподілу енергії вказує на те, що його діаметр становить 60 ± 7 м. Виявилося, що поверхня астероїда 2024 YR4 є холоднішою, ніж зазвичай буває в астероїдів такого розміру і на такій відстані від Сонця; імовірно це свідчить про те, що вона більш кам'яниста, ніж зазвичай припускають.
Додаткові дані, отримані фахівцями Центру досліджень навколоземних об'єктів (CNEOS) НАСА, розташованого в Лабораторії реактивного руху в Південній Каліфорнії, дали змогу уточнити орбіту 2024 YR4, майже на 20 % покращивши наші знання про те, де саме пройде астероїд 22 грудня 2032 року. Імовірність зіткнення астероїда з Місяцем дещо зросла — з 3,8 % до 4,3 %. Навіть якщо астероїд зіткнеться з Місяцем, орбіта Місяця не зміниться.